# 1981年の日本シリーズ
1981年の日本シリーズ（1981ねんのにっぽんシリーズ、1981ねんのにほんシリーズ）は、1981年10月17日から10月25日まで行われたセントラル・リーグ（セ・リーグ）優勝チームの読売ジャイアンツ（巨人）とパシフィック・リーグ（パ・リーグ）優勝チームの日本ハムファイターズによる第32回プロ野球日本選手権シリーズである。

## 概要
就任1年目の藤田元司監督が率いる巨人と、就任6年目で初の優勝を果たした大沢啓二監督の日本ハムとが初めて対戦した日本シリーズである。この年は両チームとも後楽園球場を本拠地としていたため、後楽園シリーズと称された。「西暦の奇数年は第1・2・6・7戦をパ・リーグ、第3～5戦をセ・リーグの主管で開催する」という規定に基づき、第1・2・6戦（行われていた場合は第7戦も）は日本ハム、第3～5戦は巨人の主管で開催された。全試合が同一の野球場で開催された唯一の日本シリーズとなる。2004年に日本ハムが北海道（このときは札幌ドーム）へ本拠地を移したことにより複数のチームが同一の野球場を本拠地とする状態が解消されたため、同年以降は何らかの事情により日本シリーズ出場チームがホームゲーム扱いの試合の全てを自チームの本拠地でない野球場で開催しない限り、このような日本シリーズが発生する可能性はなくなった。

## 試合結果
| 日付                                    | 試合   | ビジター球団（先攻） | スコア   | ホーム球団（後攻）   | 開催球場   |
| --------------------------------------- | ------ | -------------------- | -------- | -------------------- | ---------- |
| 10月17日（土）                          | 第1戦  | 読売ジャイアンツ     | 5 - 6    | 日本ハムファイターズ | 後楽園球場 |
| 10月18日（日）                          | 第2戦  | 読売ジャイアンツ     | 2 - 1    | 日本ハムファイターズ | 後楽園球場 |
| 10月19日（月）                          | 休養日 | 休養日               | 休養日   | 休養日               | 休養日     |
| 10月20日（火）                          | 第3戦  | 日本ハムファイターズ | 3 - 2    | 読売ジャイアンツ     | 後楽園球場 |
| 10月21日（水）                          | 第4戦  | 日本ハムファイターズ | 2 - 8    | 読売ジャイアンツ     | 後楽園球場 |
| 10月22日（木）                          | 第5戦  | 雨天中止             | 雨天中止 | 雨天中止             | 後楽園球場 |
| 10月23日（金）                          | 第5戦  | 日本ハムファイターズ | 0 - 9    | 読売ジャイアンツ     | 後楽園球場 |
| 10月24日（土）                          | 休養日 | 休養日               | 休養日   | 休養日               | 休養日     |
| 10月25日（日）                          | 第6戦  | 読売ジャイアンツ     | 6 - 3    | 日本ハムファイターズ | 後楽園球場 |
| 優勝：読売ジャイアンツ（8年ぶり16回目） |        |                      |          |                      |            |

### 第1戦
|                      | 1 | 2 | 3 | 4 | 5 | 6 | 7 | 8 | 9  | R | H  | E |
| -------------------- | - | - | - | - | - | - | - | - | -- | - | -- | - |
| 読売ジャイアンツ     | 0 | 0 | 0 | 0 | 0 | 0 | 1 | 3 | 1  | 5 | 11 | 1 |
| 日本ハムファイターズ | 1 | 0 | 1 | 1 | 0 | 1 | 0 | 1 | 1x | 6 | 12 | 2 |

1. 勝利：工藤（1勝）
2. 敗戦：角（1敗）
3. 本塁打
［巨］：松原1号ソロ（9回・江夏）
［日］：ソレイタ1号ソロ（1回・江川）、柏原1号ソロ（4回・江川）、岡持1号ソロ（8回・加藤）
4. 審判
［球審］前川
［塁審］岡田和（一）、岡田哲（二）、福井（三）
［外審］藤本（左）、谷村（右）
5. 試合時間：3時間1分

日本ハムのホームゲームとして行われた第1戦。巨人の先発は江川卓、日本ハムの先発は巨人時代シリーズ男として鳴らしたベテラン高橋一三。初回、いきなりトニー・ソレイタの左方向への本塁打で日本ハムが先制。3回高代延博の犠飛、4回柏原純一の本塁打、6回菅野光夫の適時打と小刻みに点を重ねた。一方の巨人は負けじと7回、江川の代打・平田薫、1番の松本匡史の連続適時2塁打で1点を返し、8回1死から登板のリリーフエース江夏豊を投入。しかしその江夏から9番の平田、1番松本匡で同点に追いついた。日本ハムは、その裏、岡持和彦の本塁打で勝ち越したが、9回、江夏が3番に入っていた加藤初の代打、松原誠に同点本塁打を浴び、途中降板。だが、その裏から登板した巨人のリリーフエース・角三男に対し、代打・井上弘昭の左前適時打で日本ハムがサヨナラ勝ち。両チームともリリーフエースが崩れる波乱の幕開けとなった。
公式記録関係（日本野球機構ページ）

### 第2戦
|                      | 1 | 2 | 3 | 4 | 5 | 6 | 7 | 8 | 9 | R | H  | E |
| -------------------- | - | - | - | - | - | - | - | - | - | - | -- | - |
| 読売ジャイアンツ     | 0 | 0 | 0 | 0 | 0 | 0 | 0 | 2 | 0 | 2 | 11 | 0 |
| 日本ハムファイターズ | 1 | 0 | 0 | 0 | 0 | 0 | 0 | 0 | 0 | 1 | 2  | 0 |

1. 勝利：西本（1勝）
2. 敗戦：間柴（1敗）
3. 本塁打
［巨］：ホワイト1号2ラン（8回・間柴）
［日］：ソレイタ2号ソロ（1回・西本）
4. 審判
［球審］谷村
［塁審］藤本（一）、岡田和（二）、岡田哲（三）
［外審］平光（左）、村田（右）
5. 試合時間：2時間51分

日本ハムの先発はシーズン15勝無敗を記録した間柴茂有、巨人は沢村栄治賞に輝いた西本聖。初回、ソレイタが第1戦に続き、第1打席で先制本塁打をかけるが、西本はその後8回まで1本の安打も許さないほぼ完璧な投球。一方の間柴は毎回のように安打を許すが粘って点を与えない。しかし8回、安打の中畑清を一塁に置いてロイ・ホワイトが右方向へ逆転2点本塁打。西本は9回、再びソレイタの二塁打でピンチを迎えるが、最後は服部敏和を10個目の三振に仕留め、完投勝利。許した安打はソレイタの2本だけだった。
このソレイタへの投球について、第1戦の先発投手であった江川は、後に、巨人側は「ソレイタがアウトコースのストレートにどこまで（バットが）届くのかということ」が事前の問題点であり、外角の球を2試合続けて本塁打にされたので、これ以降、内角を攻めてソレイタを抑えた、と振り返っている。
公式記録関係（日本野球機構ページ）

### 第3戦
|                      | 1 | 2 | 3 | 4 | 5 | 6 | 7 | 8 | 9 | R | H  | E |
| -------------------- | - | - | - | - | - | - | - | - | - | - | -- | - |
| 日本ハムファイターズ | 0 | 1 | 0 | 0 | 0 | 2 | 0 | 0 | 0 | 3 | 10 | 1 |
| 読売ジャイアンツ     | 2 | 0 | 0 | 0 | 0 | 0 | 0 | 0 | 0 | 2 | 6  | 0 |

1. 勝利：工藤（2勝）
2. セーブ：江夏（1S）
3. 敗戦：定岡（1敗）
4. 本塁打
［巨］：中畑1号2ラン（1回・岡部）
5. 審判
［球審］村田
［塁審］平光（一）、藤本（二）、岡田和（三）
［外審］前川（左）、福井（右）
6. 試合時間：3時間23分

ホーム、ビジターと両軍ベンチが入れ替わっての第3戦。巨人はこの年11勝の定岡正二、日本ハムは防御率リーグ1位の岡部憲章。1回、中畑の2点本塁打で巨人が先制するが、日本ハムは2回、菅野の内野ゴロの間に1点差とし、6回、鍵谷康司の2点適時2塁打で逆転に成功さ、　小刻みな継投から最後は江夏が登板。岡部から村上雅則-工藤幹夫-江夏とタイプの違う投手の継投で巨人打線を交わすという大沢の継投策が的中し、日本ハムが2勝目を挙げた。巨人は2回以降打線が沈黙し、投手陣の好投も報われなかった。
公式記録関係（日本野球機構ページ）

### 第4戦
|                      | 1 | 2 | 3 | 4 | 5 | 6 | 7 | 8 | 9 | R | H | E |
| -------------------- | - | - | - | - | - | - | - | - | - | - | - | - |
| 日本ハムファイターズ | 0 | 0 | 0 | 1 | 0 | 0 | 0 | 1 | 0 | 2 | 6 | 1 |
| 読売ジャイアンツ     | 0 | 0 | 1 | 0 | 1 | 0 | 6 | 0 | X | 8 | 9 | 0 |

1. 勝利：江川（1勝）
2. 敗戦：成田（1敗）
3. 本塁打
［日］：柏原2号ソロ（4回・江川）
［巨］：平田1号ソロ（3回・木田）、河埜1号ソロ（5回・成田）、原1号3ラン（7・回杉山）、山倉1号ソロ（7回・杉山）
4. 審判
［球審］福井
［塁審］前川（一）、平光（二）、藤本（三）
［外審］谷村（左）、岡田哲（右）
5. 試合時間：3時間6分

この試合は巨人が6回まで1点リードし4試合連続の1点差ゲームと思われたが、7回裏の日本ハム守備陣の乱れが大きな影響を及ぼした。無死一塁から、一塁走者河埜和正が投手宇田東植の牽制で一・二塁間に挟まれたが、一塁手柏原純一のまずい対応で河埜は生きた上に二塁に進んだ(記録は河埜の盗塁)。河埜がさらに中畑の遊撃ゴロで三塁を狙ったことが遊撃手高代の野選を誘って1死1・3塁の好機をつくった。結局、この回の巨人は、5番手の杉山知隆から淡口憲治の適時二塁打、原辰徳の3点本塁打と山倉との連続本塁打で試合を決めた。打線の大量点で楽になった江川は2失点完投。
この試合で日本ハムの投手起用について、評論家の野村克也は「成田、宇田はきつい言い方をすればシリーズには不要ではなかったろうか。彼らはペナントレースには欠かせない。しかし、日本シリーズに通用するピッチャーでないのは明らかだろう。」と書いている。
公式記録関係（日本野球機構ページ）

### 第5戦
|                      | 1 | 2 | 3 | 4 | 5 | 6 | 7 | 8 | 9 | R | H  | E |
| -------------------- | - | - | - | - | - | - | - | - | - | - | -- | - |
| 日本ハムファイターズ | 0 | 0 | 0 | 0 | 0 | 0 | 0 | 0 | 0 | 0 | 13 | 0 |
| 読売ジャイアンツ     | 1 | 1 | 0 | 0 | 3 | 0 | 0 | 4 | X | 9 | 15 | 1 |

1. 勝利：西本（2勝）
2. 敗戦：高橋一（1敗）
3. 本塁打
［巨］：平田2号ソロ（5回・高橋一）、山倉2号ソロ（8回・木田）、篠塚1号3ラン（8回・木田）
4. 審判
［球審］岡田哲
［塁審］谷村（一）、前川（二）、平光（三）
［外審］村田（左）、岡田和（右）
5. 試合時間：2時間48分

雨で1日順延。初回、2回と点を重ねた巨人は5回、平田が本塁打、四球のあと3連打を浴びせて高橋一をKO。さらに8回には山倉と篠塚利夫の本塁打でリリーフ木田を粉砕し、圧勝。西本は13安打を浴びながら要所を締め、完封。巨人が日本一に王手をかけた。13被安打完封は最多被安打完封の日本シリーズ記録。日本ハムは前日の守備の乱れを引きずったまま打線が沈黙し、後がなくなった。なお、日本ハムが無得点だったのはこの第5戦のみである。
公式記録関係（日本野球機構ページ）

### 第6戦
|                      | 1 | 2 | 3 | 4 | 5 | 6 | 7 | 8 | 9 | R | H | E |
| -------------------- | - | - | - | - | - | - | - | - | - | - | - | - |
| 読売ジャイアンツ     | 0 | 3 | 2 | 0 | 0 | 0 | 1 | 0 | 0 | 6 | 7 | 1 |
| 日本ハムファイターズ | 0 | 0 | 0 | 0 | 0 | 1 | 0 | 2 | 0 | 3 | 9 | 1 |

1. 勝利：江川（2勝）
2. 敗戦：間柴（2敗）
3. 本塁打
［巨］：原2号2ラン（3回・工藤）、河埜2号ソロ（7回・岡部）
［日］：井上弘1号ソロ（6回・江川）
4. 審判
［球審］岡田和
［塁審］村田（一）、谷村（二）、前川（三）
［外審］福井（左）、藤本（右）
5. 試合時間：2時間36分

再び日本ハムのホームゲーム。一気に勝負を決めるべく巨人は大方の予想だった定岡ではなく順延の影響で中3日となった江川が先発。日本ハムは第2戦から中6日の間柴。2回表、ホワイトの死球に続いて柴田勲が打ち上げた飛球を、左翼手井上弘が判断を誤り安打にした。さらに原が遊撃手高代のグラブをはじく強襲安打で無死満塁。ここで篠塚の適時打で巨人が先制。さらに山倉の犠牲飛球の後、江川の送りバントも内野安打にし、ふたたび満塁になったところで河埜に押し出し四球を与え、3点差を許した。3回から、このシリーズ好リリーフを見せていた工藤幹夫が登板するが、原に2点本塁打を浴びた。日本ハムは6回、井上弘が本塁打。8回にも2点を返して反撃するものの、最後は五十嵐信一の投手飛球を江川が自ら捕球し、巨人が8年ぶりの日本一を決めた。巨人の勝ち星はすべて先発投手による完投勝利で、第4戦以降リリーフ陣の出番はなかった。
公式記録関係（日本野球機構ページ）

## 表彰選手
- 最高殊勲選手：西本聖（巨人）- 2試合登板して2勝0敗、第2戦で2安打1失点完投勝利、第5戦では被安打13ながらも完封勝利。防御率0.50。巨人の投手によるMVP受賞は1973年の堀内恒夫以来8年ぶり3人目（5回目）。
- 敢闘賞：井上弘昭（日本ハム）- 打率.429（14打数6安打）、1本塁打、3打点。第1戦で角からサヨナラヒット、第5戦で3安打。
- 優秀選手賞：平田薫（巨人）- 打率.667（12打数8安打）、2本塁打、4打点。日本ハムの木田、高橋一の両左腕から本塁打を放ち、左腕キラーぶりを如何なく発揮した。
- 優秀選手賞：河埜和正（巨人）- 打率.429（21打数9安打）、2本塁打、2打点。第4戦で勝ち越し、日本一を決めた第6戦でダメ押しの本塁打。
- 優秀選手賞：江川卓（巨人）- 3試合登板して2勝0敗、第4戦と日本一を決めた第6戦で完投勝利。加えてシリーズの胴上げ投手にも輝いた（投球回数24、自責点7で防御率は2.63）。

## テレビ・ラジオ中継

### テレビ中継
- 第1戦：10月17日
  - テレビ朝日　
    - 実況：太田真一　解説：秋山登　ゲスト解説：西本幸雄（この年のシーズンをもって近鉄監督を勇退）
    - リポーター：東出甫（一塁側）、石橋幸治（三塁側）、吉澤一彦（スタンド）
- 第2戦：10月18日
  - テレビ朝日　
    - 実況：太田真一　解説：飯田徳治　ゲスト解説：西本幸雄
    - リポーター：東出甫、石橋幸治、吉澤一彦
- 第3戦：10月20日
  - 日本テレビ　実況：小川光明　解説：土井正三　ゲスト解説：小林繁（阪神）
- 第4戦：10月21日
  - 日本テレビ　
    - 実況：吉田填一郎　解説：広岡達朗　ゲスト解説：掛布雅之（阪神）
    - レポーター:小川光明（巨人サイド）、山下末則（日本ハムサイド）

  - NHK総合　実況：羽佐間正雄　解説：高田繁　ゲスト解説：山田久志（阪急）
- 第5戦：10月23日
  - 日本テレビ　実況：浅見源司郎　解説：金田正一　ゲスト解説：村田兆治（ロッテ）
- 第6戦：10月25日
  - テレビ朝日　実況：太田真一　解説：秋山登　ゲスト解説：西本幸雄
  - 視聴率は関東地区41.3%を記録した。（ビデオリサーチ調べ）

※なお、第7戦は日本テレビとテレビ朝日で並列中継される予定だった。

### ラジオ中継
- 第1戦：10月17日
  - NHKラジオ第1　解説：高田繁　ゲスト解説：山田久志
  - TBSラジオ（JRN）　解説：野村克也　ゲスト解説：小林繁
  - 文化放送（NRN）　解説：豊田泰光　ゲスト解説：大杉勝男（ヤクルト）
  - ニッポン放送（NRN）　実況：深澤弘　解説：関根潤三　ゲスト：大橋巨泉
  - ラジオ日本　実況：島碩弥　解説：黒江透修、宮田征典
- 第2戦：10月18日
  - NHKラジオ第1　解説：川上哲治　ゲスト解説：張本勲（ロッテ、この年をもって引退）
  - TBSラジオ（JRN）　解説：野村克也　ゲスト解説：小林繁
  - 文化放送（NRN）　実況：中田秀作　解説：別所毅彦、辻佳紀
  - ニッポン放送（NRN）　実況：枇杷阪明　解説：土橋正幸　ゲスト解説：梨田昌孝（近鉄）
  - ラジオ日本　実況：内藤幸位　解説：黒江透修、宮田征典
- 第3戦：10月20日
  - NHKラジオ第1　解説：鶴岡一人　ゲスト解説：星野仙一（中日）
  - TBSラジオ（JRN）　解説：野村克也　ゲスト解説：張本勲
  - 文化放送（NRN）　解説：別所毅彦　ゲスト解説：土井正博（西武、この年をもって引退）
  - ニッポン放送（NRN）　実況：宮田統樹　解説：金田正一　ゲスト：さだまさし
  - ラジオ日本　実況：早川建二　解説：青田昇　ゲスト解説：庄司智久（ロッテ）
- 第4戦：10月21日
  - NHKラジオ第1　解説：加藤進　ゲスト解説：星野仙一
  - TBSラジオ（JRN）　解説：野村克也　ゲスト解説：小林繁
  - 文化放送（NRN）　解説：別所毅彦、辻佳紀
  - ニッポン放送（NRN）　実況：深澤弘　解説：関根潤三、土井淳
  - ラジオ日本　実況：島碩弥　解説：宮田征典、有本義明
- 第5戦：10月23日
  - NHKラジオ第1　解説：鶴岡一人　ゲスト解説：張本勲
  - TBSラジオ（JRN）　解説：野村克也　ゲスト解説：小林繁
  - 文化放送（NRN）　解説：別所毅彦　ゲスト解説：庄司智久
  - ニッポン放送（NRN）　実況：枇杷阪明　解説：近藤和彦　ゲスト解説：山崎裕之（西武）
    - ※本来、第5戦が開催されるはずの10月22日にはゲストとして作詞家の阿久悠が出演する予定だった。
- 第6戦：10月25日
  - NHKラジオ第1　解説：広瀬叔功　ゲスト解説：張本勲
  - TBSラジオ（JRN）　実況：渡辺謙太郎　解説：野村克也　ゲスト解説：小林繁
  - 文化放送（NRN）　解説：豊田泰光、辻佳紀
  - ニッポン放送（NRN）　実況：宮田統樹　解説：土橋正幸　ゲスト解説：斉藤明夫（大洋）
  - ラジオ日本　実況：木島章夫　解説：宮田征典、黒江透修